# Władysław Holtzman
Władysław Holtzman (ur. 29 lipca 1906, zm. 25 stycznia 1994) – polski ekonomista, profesor nauk ekonomicznych.

## Życiorys[1]
Absolwent Szkoły Głównej Handlowej. Stopień doktora nauk ekonomicznych uzyskał w 1960, a doktora habilitowanego w 1963. Od 1949 pracował w Łodzi, będąc m.in. kierownikiem Zakładu Ekonomiki i Organizacji Przemysłu Politechniki Łódzkiej, a następnie kierownikiem Zakładu Ekonomiki Przemysłu na Wydziale Ekonomicznym Uniwersytetu Łódzkiego, był również prodziekanem tego wydziału. Od 1967 był zatrudniony na Wydziale Ekonomicznym UMCS, gdzie był twórcą specjalności ekonomika przemysłu i kierownikiem Katedry Ekonomiki Przemysłu (przemianowanej później na Zakład Ekonomiki Przemysłu). Był dyrektorem Instytutu Ekonomiki Produkcji, a w latach 1968-1969 był dziekanem Wydziału Ekonomicznego UMCS. Przez cały okres pracy na UMCS był członkiem Senatu uczelni. Przez kilka lat pełnił funkcję sekretarza naukowego sekcji ekonomicznej "Annales Universitatis Mariae Curie-Skłodowska". Był członkiem Stronnictwa Demokratycznego, Łódzkiego i Lubelskiego Towarzystwa Naukowego, Polskiego Towarzystwa Ekonomicznego.
Pochowany na Cmentarzu Komunalnym na Majdanku w Lublinie (kwatera S2H9-1-23).

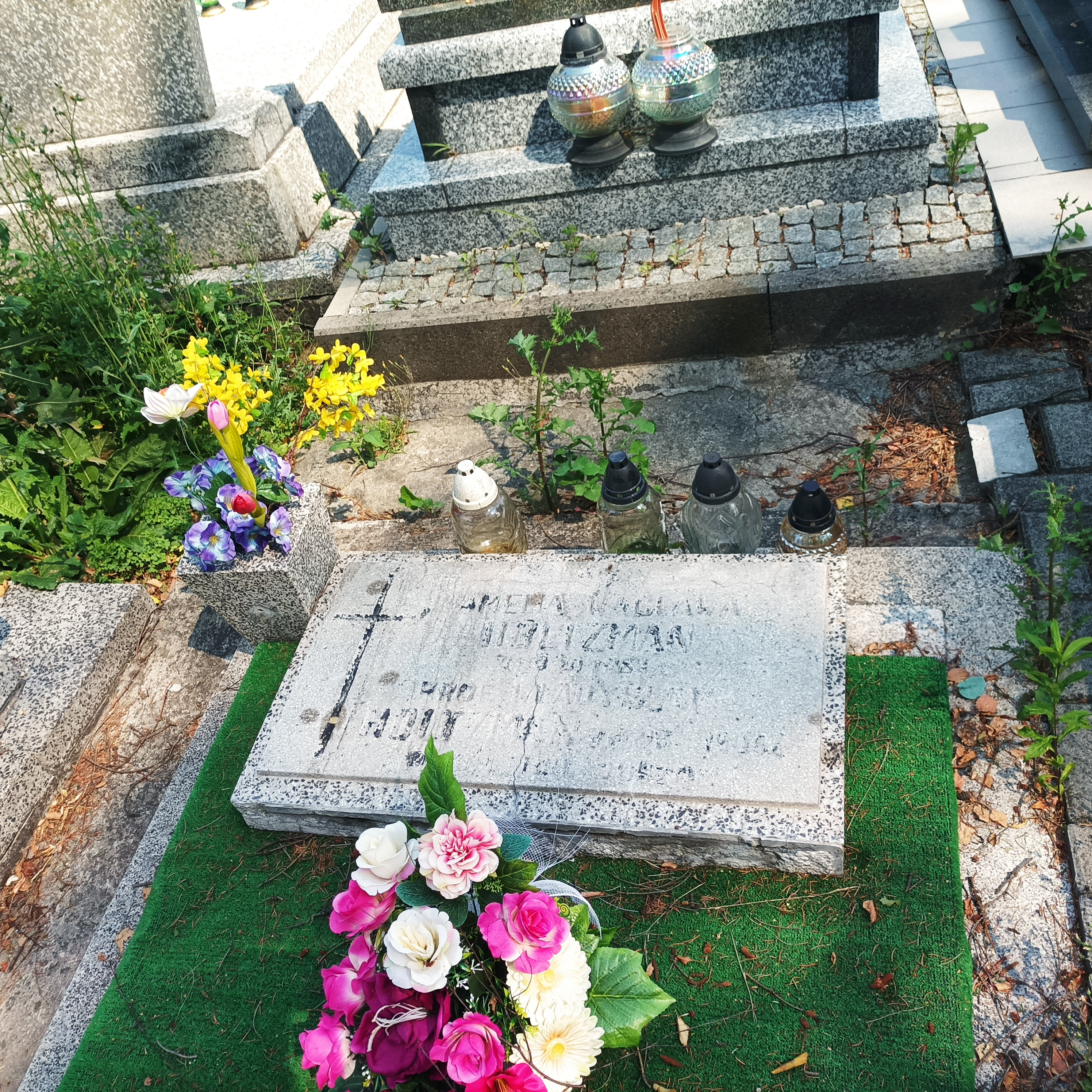
Grób prof. Władysława Holtzmana na cmentarzu komunalnym na Majdanku w Lublinie

## Odznaczenia[1]
- Krzyż Kawalerski Orderu Odrodzenia Polski
- Krzyż Oficerski Orderu Odrodzenia Polski
- Złoty Krzyż Zasługi
- Medal 10-lecia Polski Ludowej
- Medal 30-lecia Polski Ludowej
- Zasłużony Nauczyciel
- Nauka w służbie ludu
- Złota Odznaka Stronnictwa Demokratycznego
- Złota Odznaka PTE
- Odznaka Honorowa miasta Łódź
- Odznaka Honorowa miasta Lublin